# Хејнола
Хејнола (фин. Heinola, швед. Heinola) је град у Финској, у јужном делу државе. Хејнола је други по величини и значају град округа Пејенска Тавастија, где он са окружењем чини истоимену општину Хејнола.
Хејнола је чувена по светском првенству у седењу у сауни.

## Географија
Град Хејнола се налази у јужном делу Финске. Од главног града државе, Хелсинкија, град је удаљен 140 км северно.
Рељеф: Хејнола се сместио у унутрашњости Скандинавије, у историјској области Тавастија. Подручје града је равничарско до брежуљкасто, а надморска висина се креће око 90 м.
Клима у Хејноли је континентална, али ипак блажа од већег (севернијег) дела државе. Зиме су оштре и дуге, а лета свежа.
Воде: Хејнола се развила на вези два језера, Руоцалајнен и Конивеси. Град се на тај начин подељен на два дела.

## Историја
Иако је ово подручје насељено још у време праисторије данашњи град је настао у 18. веку. 1776. године шведски краљ Густаф III је основан град указом. 1809. године град је прешао у руске руке.
Последњих пар деценија Хејнола се брзо развила у савремено градско насеље.

## Становништво
Према процени из 2012. године у Хејноли је живело 15.070 становника, док је број становника општине био 20.013.
| 1980.  | 1990.  | 2000.  | 2012.  |
| ------ | ------ | ------ | ------ |
| 14.736 | 16.740 | 15.865 | 15.070 |

Етнички и језички састав: Хејнола је одувек била претежно насељена Финцима. Последњих деценија, са јачањем усељавања у Финску, становништво града је постало шароликије. По последњим подацима преовлађују Финци (98,0%), присутни су и у веома малом броју Швеђани (0,2%), док су остало усељеници.

## Галерија
- Пешачка улица у Хејноли
- Градско приобаље
- Главна протестантска црква у граду
- Новоградња у Хејноли